# ウーダ・ベニャミナ
ウーダ・ベニャミナ（Houda Benyamina, 1980年 - ）は、フランスの映画監督・脚本家である。2016年の映画『ディヴァイン』により第69回カンヌ国際映画祭カメラ・ドールとセザール賞新人作品賞を獲得した。

## 生い立ちとキャリア
ヴィリー＝シャティヨンで生まれる。妹は女優のウーヤラ・アマムラである。
2011年に短編映画『Sur la route du paradis』を監督する。2016年に長編デビュー作『ディヴァイン』が第69回カンヌ国際映画祭で上映され、カメラ・ドールを獲得する。さらに第42回セザール賞では新人作品賞を獲得した他、監督賞と脚本賞にもノミネートされる。

## フィルモグラフィ

### 短編映画
- Ma poubelle géante (2009) ビデオ、監督・原案
- Sur la route du paradis (2011) 監督・脚本

### 長編映画
- ディヴァイン Divines (2016) 監督・脚本